# Khar Nuur
Khar Nuur (tiếng Mông Cổ: Хар нуур, hồ đen) là một hồ nằm ở miền tây Mông Cổ trong khu vực bồn địa các hồ lớn. Nó là một phần của các hồ trước kia từng là một phần của một hồ tiền sử lớn hơn nhưng đã biến mất khoảng 5.000 năm trước khi khu vực này trở nên khô cằn hơn.